# Castillo Real de Colliure
El castillo Real de Colliure es uno de los monumentos más importantes de Colliure junto con la iglesia Nuestra Señora de los Ángeles. Está catalogado como "monumento nacional" en Francia.
La primera documentación del castillo es del año 673, lo que evidencia la situación estratégica del lugar donde se encuentra.

## Historia
El castillo y Colliure fueron posesiones de los condes de Rosellón antes de pasar bajo el control de los reyes de Aragón de 1172 a 1276. Más tarde, el Castillo Real fue unido al reino de Mallorca hasta 1343, se convirtió entonces residencia real —Colliure era en aquella época el primer puerto del Rosellón—, ocupada de manera discontinua por los soberanos y su corte que se desplazaban a menudo entre el resto de sus posesiones. Entre 1242 y 1280 el castillo fue completamente reconstruido a costa de una casa de los Templarios vecina.
Tras la ocupación por las tropas de Luis XI de Francia, Colliure, a partir del reinado de Carlos I, pasó bajo la dominación de los Habsburgo de España.
Convenía pues adaptar la fortaleza de manera urgente a los progresos de la artillería. Así las defensas del castillo y de sus alrededores se reforzaron considerablemente.
Durante la Guerra dels Segadors, en 1642, Colliure y su castillo sufrieron un asedio intenso. Las tropas del rey francés dominaban los montes y su flota bloqueaba el puerto. A raíz del asalto de la ciudad y del castillo por las tropas de Luis XIII de Francia —que constaban de 10 000 hombres entre los cuales se encontraban Turenne, d'Artagnan y sus mosqueteros—, las tropas españolas, privadas de agua por la destrucción del pozo, deben rendirse.
En 1659, tras el Tratado de los Pirineos, con la anexión consiguiente del Rosellón, el castillo pasa bajo dominación francesa. El arquitecto del rey de Francia Sébastien Le Preste, marqués de Vauban decidió entonces fortificar el monumento arrasando así el pueblo alto para fortalecer el recinto.

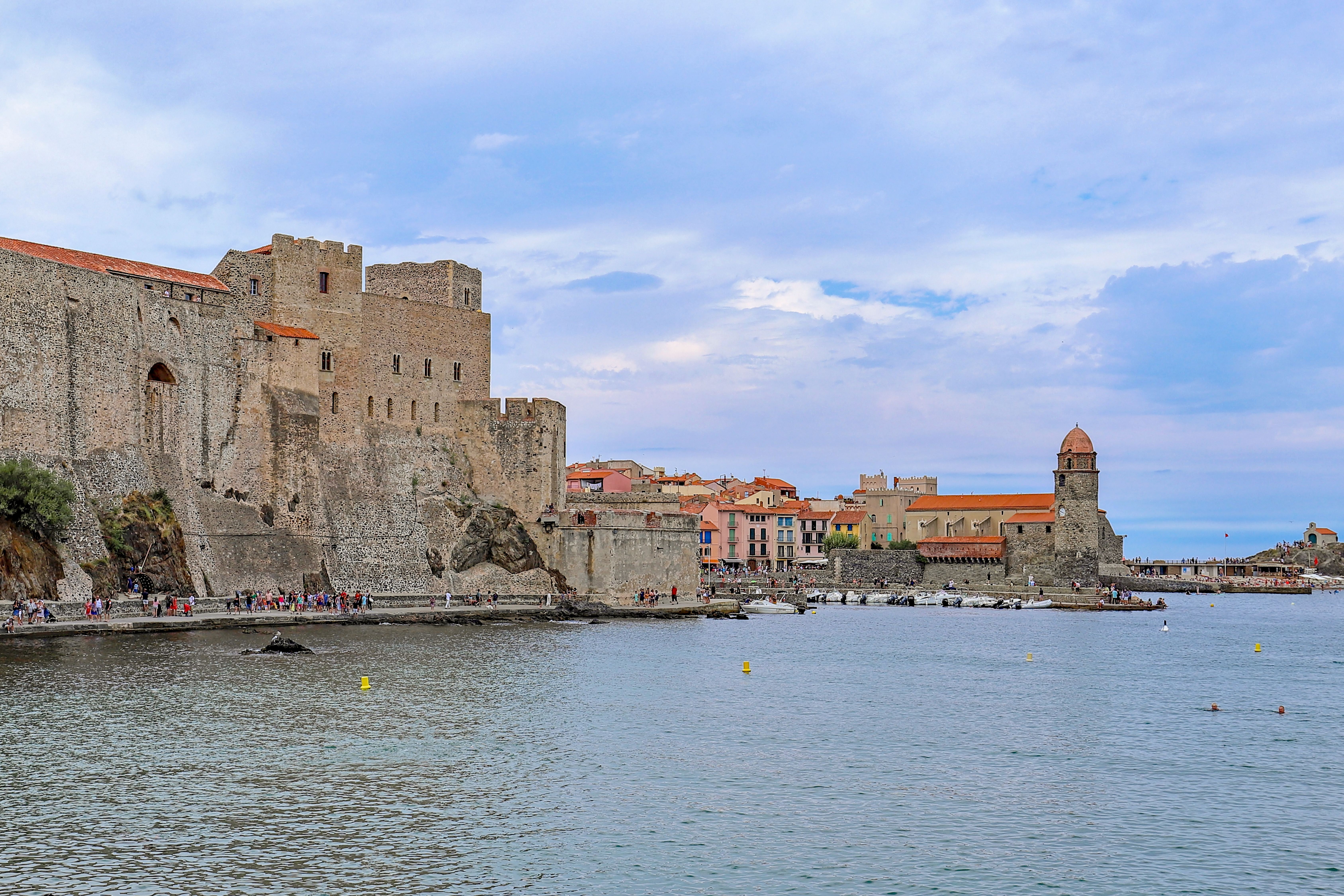
Castillo Real de Colliure

## Prisión
El castillo se convirtió en prisión en marzo de 1939, cuando se transformó en el primer campamento disciplinario para los refugiados y militares republicanos de la guerra civil española, como Eleuterio Díaz-Tendero Merchán. Muchos otros fueron enviados a los campos de Argelès-sur-Mer y Rivesaltes. Después de 1941, los detenidos en el castillo eran franceses prisioneros del régimen de Vichy.